# Luna 1
Luna 1 (ryska: Луна-1) (E-1 serien), även känd som Metjta (Ryska: Мечта, ordagrann översättning: dröm) var den första av en rad farkoster att komma i närheten av månen. Den sköts upp den 2 januari 1959 och var den första sovjetiska rymdsonden i Lunaprogrammet att skjutas upp och passera nära månen.
När den färdades genom det yttre av Van Allen-bältena, gjorde rymdfarkostens scintillator observationer som pekade mot att det existerade ett lågt antal av högenergipartiklar i det yttre bältet. Mätningarna som togs under färden gav ny data om Jordens strålningsbälte och rymden. Det upptäcktes att månen saknade ett mätbart magnetfält. Den genomförde de första observationerna och mätningarna någonsin av solvinden, ett kraftfullt flöde av joniserad plasma utströmmande från solen, flödande genom den mellanplanetära rymden. Koncentrationen av den joniserade plasman mättes upp till att vara omkring 700 partiklar per cm3 på 20 000–25 000 kilometers höjd och 300–400 partiklar per cm3 på en höjd av 100 000–150 000 kilometer.
Ett tekniskt fel på det markbaserade kontrollsystemet föranledde ett fel i raketens bränntid och rymdfarkosten missade målet och flög förbi månen. Som närmast befann sig sonden 5 900 kilometer från månen och Luna 1 har blivit det första objektet ivägsänt av människor som nått heliocentrisk bana. Den dubbades då till en "ny planet" och omdöptes till Mechta. Dess bana ligger mellan Jordens och Mars. Namnet "Luna 1" gavs retroaktivt år senare. Ursprungligen refererades den till som den "Första kosmiska raketen", vilket syftade på dess bragd att uppnå flykthastighet.

## Flygningen
Luna 1 sändes upp den 2 januari 1959, kl. 16:41 GMT (19:41 Moskvatid) av en Vostokraket från kosmodromen i Bajkonur.
Den 2 januari 1959 blev Luna 1 det första människogjorda objektet någonsin att uppnå flykthastighet från Jordens gravitation när den separerade från sin 1 472 kg tunga tredje steg. Det tredje steget, 5,2 meter långt och 2,4 meter i diameter, färdades tillsammans med Luna 1. Den 3 januari 3:56:20 (Moskvatid), på ett avstånd av 119 500 kilometer från Jorden, frisläpptes ett gasmoln på 1 kg bestående av natrium från rymdfarkosten vilket gjorde sonden till den första artificiella kometen. Denna glödande orangea svans av gas, synlig över Indiska oceanen med en ljusstyrka som en sjätte magnituds stjärna, eller alldeles precis ljusstarkt nog att ses med blotta ögat under några minuter. Den fotograferades  av Mstislav Gnevyshev. Det fungerade som ett experiment på hur gas beter sig i rymden. Luna 1 passerade inom 5 995 kilometer från månens yta den 4 januari efter 34 timmars flygning. Den gick i bana runt solen, mellan Jordens och Mars banor.

### Fotnoter
1. ↑  ”NASA Space Science Data Coordinated Archive” (på engelska). NASA. https://nssdc.gsfc.nasa.gov/nmc/spacecraft/display.action?id=1959-012A. Läst 25 mars 2020.
2. 1 2 3  ”Sovjetisk rymdraket”. Stora Sovjetiska encyklopedins årsbok. Moskva: Sovetskaya Enciklopediya. 1959. ISSN 0523-9613. Arkiverad från originalet den 18 januari 2008. https://web.archive.org/web/20080118033153/http://epizodsspace.testpilot.ru/bibl/ejeg/1959/59.html. Läst 19 januari 2008 Arkiverad 18 januari 2008 hämtat från the Wayback Machine.
3. ↑  Fotografi av Mstislav Gnevyshev